# Jimmy Bennett
James Michael „Jimmy“ Bennett (* 9. února 1996 Seal Beach, Kalifornie) je americký herec a hudebník.

## Počátky
Narodil se v Seal Beach a dnes s rodiči žije v Huntington Beach, kde jeho rodina vlastní restauraci. Pokud se nevěnuje herectví, tak hraje na kytaru a zpívá. Napsal píseň Summer Never Ends, kterou můžeme slyšet na konci filmu Prckové, kde také hraje.

## Kariéra
Před kamerou se poprvé objevil v roce 2002, a to konkrétně v seriálu Křižovatky medicíny. Poté se objevoval především v seriálech a také v několika celovečerních filmech, ve kterých hrál především syny hlavních hrdinů.
K seriálům, ve kterých se objevil, patří Ten, kdo tě chrání, Gilmorova děvčata, Orphan Kriminálka Las Vegas, Soudkyně Amy a především pak No Ordinary Family.
K jeho celovečerním úlohám patří role ve filmech Rukojmí, 3:15 zemřeš, Firewall, Past na Žraloka, Božský Evan nebo Star Trek.

## Ocenění
V roce 2005 získal spolu s dalšími mladými herci z filmu Polární Expres speciální cenu Young Artist Award.
Na tuto cenu byl nominován ještě v letech 2004, 2007, 2008 a 2010 za filmy Bláznivá školka, Firewall, Božský Evan a Prckové, úspěšný však již nebyl.

## Filmografie

### Filmy
- 2003 – Bláznivá školka
- 2004 – Srdce je zrádná děvka, Zprávař: Příběh Rona Burgundyho, Polární Expres
- 2005 – Rukojmí, 3:15 zemřeš
- 2006 – Firewall, Past na žraloka, Poseidon
- 2007 – Božský Evan, South of Pico
- 2008 – Chvilkové zatmění, Ženská za volantem
- 2009 – Star Trek, Stolen, Orphan, Prckové, Útěk na Aljašku
- 2010 – Bones

### Televizní filmy
- 2003 – I want a Dog for Christmas, Charlie Brown
- 2004 – Medvídek Pú: Jaro s klokánkem Rú
- 2005 – Detektiv, Pooh's Heffalump Halloween Movie
- 2006 – He's a Bully, Charlie Brown
- 2008 – Sněžní přátelé
- 2010 – I Confess

### Seriály
- 2002 – Křižovatky medicíny, Ten, kdo tě chrání
- 2003 – Soudkyně Amy
- 2004 – Kriminálka Las Vegas
- 2004 – 2005 – Everwood
- 2007 – Gilmorova děvčata
- 2010 – No Ordinary Family